# Бова (коммуна)
Бова (итал. Bova) — коммуна в Италии, расположена в области Калабрия, подчинятся административному центру метропольный город Реджо-ди-Калабрия.
Население коммуны, на 01.01.2024 года, составляет 429 человек, плотность населения — 9 чел./км². Занимает площадь 46 км². 
Почтовый индекс — 89033. Телефонный код — 0965.
Покровителем населённого пункта почитается святой Лев из Африко, отшельник, день его памяти ежегодно отмечается 5 мая.

## История
В середине XV века, по смерти Сканденберга, здесь осело немало албанцев.
В 1783 году город Бова был практически полностью разрушен землетрясением.
Население является потомками древнего греческого населения. Бова считается центром греческой культуры и диалекта греческого языка Калабрии (см. Бовесиа).